# Torneo WTA de Praga 2020
El Prague Open de 2020 fue un torneo profesional de tenis jugado en canchas de arcilla. Fue la undécima edición del torneo que forma parte de los torneos internacionales del 2020 de la WTA. Se llevó a cabo en Praga (República Checa) entre el 10 y el 16 de agosto de 2020.

## Distribución de puntos
| Modalidad           | Campeona | Finalista | Semifinales | Cuartos de final | 2ª ronda | 1ª ronda | Clasificadas | 3ª ronda de clasificación | 2ª ronda de clasificación | 1ª ronda de clasificación |
| Individual femenino | 280      | 180       | 110         | 60               | 30       | 1        | 18           | 14                        | 10                        | 1                         |
| Dobles femenino     | 280      | 180       | 110         | 60               | -        | 1        | -            | -                         | -                         | -                         |

## Cabezas de serie

### Individuales femenino
| Tenista                  | Ranking | Preclasificada |
| Simona Halep             | 2       | 1              |
| Petra Martić             | 15      | 2              |
| Elise Mertens            | 23      | 3              |
| Dayana Yastremska        | 25      | 4              |
| Ekaterina Alexandrova    | 27      | 5              |
| Anastasia Pavlyuchenkova | 30      | 6              |
| Barbora Strýcová         | 31      | 7              |
| Veronika Kudermétova     | 40      | 8              |
| Anastasija Sevastova     | 43      | 9              |

- Ranking del 3 de agosto de 2020.

### Dobles femenino
| Tenista                               | Ranking | Preclasificada |
| Barbora Krejčíková Kateřina Siniaková | 17      | 1              |
| Lucie Hradecká Kristýna Plíšková      | 91      | 2              |
| Ellen Perez Storm Sanders             | 116     | 3              |
| Monica Niculescu Ioana Raluca Olaru   | 116     | 4              |

## Campeonas

### Individual femenino
Simona Halep venció a  Elise Mertens por 6-2, 7-5

### Dobles femenino
Lucie Hradecká /  Kristýna Plíšková vencieron a  Monica Niculescu /  Ioana Raluca Olaru por 6-2, 6-2